# Exposición Universal de Milán de 2015
La Exposición Internacional de Milán de 2015 fue la segunda Exposición Internacional Registrada (denominada también Exposición Universal para fines de promoción y comunicación) regulada por la Oficina Internacional de Exposiciones. Comenzó en Milán (Italia) el 1 de mayo y finalizó el 31 de octubre.

## Elección de Milán como sede
| Candidatura | Milán | Esmirna |
| ----------- | ----- | ------- |
| Resultados  | 86    | 65      |

El 31 de marzo de 2008, durante la 143.ª Asamblea General de la Oficina Internacional de Exposiciones, celebrada en el Palacio de Congresos de París (Francia), la ciudad italiana de Milán, fue proclamada oficialmente como sede del evento.
Milán se impuso en las votaciones a Esmirna (Turquía), que compitió con el tema «Nuevas vías hacia un mundo mejor/Salud para todos».
La Expo Milán 2015 toma el relevo de la Expo 2010 Shanghái como la segunda Exposición Internacional Registrada en términos de la enmienda del 31 de mayo de 1988 (en vigor a partir del 19 de julio de 1996) de la Convención relativa a las Exposiciones Internacionales.

## Temática

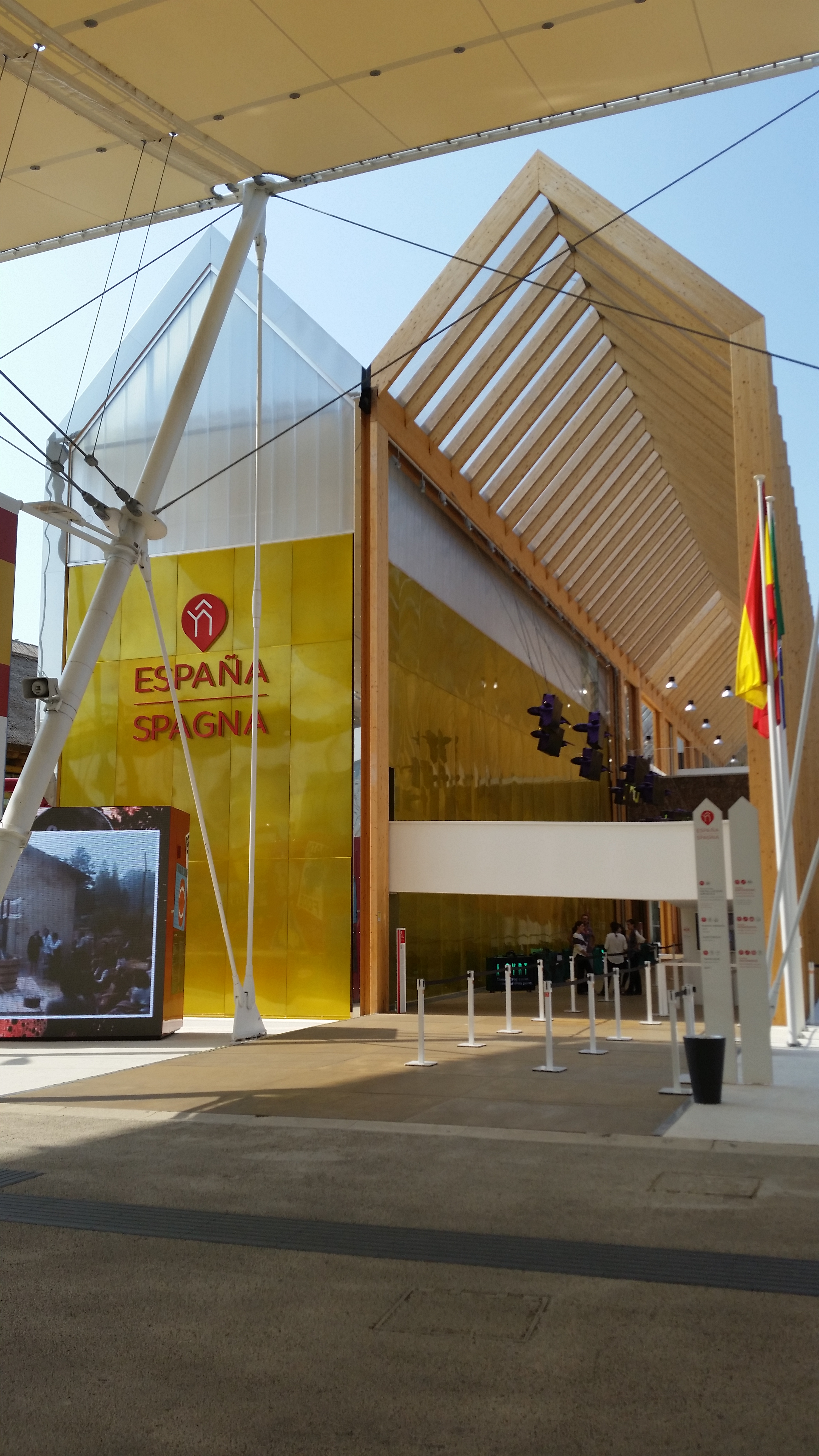
Pabellón de España.

El tema de la Expo 2015 Milán es «Alimentar el planeta, energía para la vida».
Dentro del tema principal, los participantes podían abordar cualquiera de siete subtemas:
- Ciencia para la seguridad y calidad alimentaria.
- Innovación en la cadena de abasto de alimento agropecuarios.
- Tecnología para la agricultura y la biodiversidad.
- Educación nutricional.
- Solidaridad y cooperación en alimentos.
- Alimentos para mejores niveles de vida.
- Alimentos en las culturas del mundo y grupos étnicos.

A su vez, los subtemas se podían afrontar desde tres ángulos:
- Procesos en desarrollo.
- Consumidores y productos.
- Gobernabilidad.

## Países participantes
Los países, regiones de Italia, organizaciones y empresas participantes fueron los siguientes: 
| África - Angola - Argelia - Benín - Burundi - Cabo Verde - Camerún - Costa de Marfil - Comoras - República del Congo - Yibuti - Egipto - Eritrea - Etiopía - Gabón - Gambia - Ghana - Guinea - Guinea-Bisáu - Guinea Ecuatorial - Kenia - Liberia - Madagascar - Mali - Marruecos - Mauritania - Mozambique - República Democrática del Congo} - Ruanda - Santo Tomé y Príncipe - Senegal - Seychelles - Sierra Leona - Somalia - Sudán - Tanzania - Togo - Túnez - Uganda - Zambia - Zimbabue | Asia - Afganistán - Baréin - Bangladés - Brunéi - Camboya - China - Corea del Norte - Corea del Sur - Emiratos Árabes Unidos - India - Indonesia - Irán - Israel - Japón - Jordania - Kazajistán - Kirguistán - Kuwait - Laos - Líbano - Malasia - Maldivas - Birmania - Nepal - Omán - Palestina - Catar - Sri Lanka - Tailandia - Timor Oriental - Turkmenistán - Uzbekistán - Vietnam - Yemen | Europa - Albania - Alemania - Austria - Azerbaiyán - Bélgica - Bielorrusia - Eslovaquia - Eslovenia - España - Estonia - Francia - Grecia - Hungría - Irlanda - Italia (país anfitrión) - Lituania - Malta - Montenegro - Moldavia - Mónaco - Países Bajos - Polonia - Reino Unido - República Checa - Rumania - Rusia - San Marino - Serbia - Suiza - Turquía - Santa Sede | América - Argentina - Barbados - Belice - Bolivia - Brasil - Chile - Colombia - Cuba - Dominica - Ecuador - El Salvador - Estados Unidos - Granada - Guatemala - Guyana - Haití - México - República Dominicana - San Vicente y las Granadinas - Santa Lucía - Surinam - Uruguay - Venezuela Oceanía - Islas Marshall - Islas Salomón - Kiribati - Nauru - Niue - Papúa Nueva Guinea - Samoa - Tonga - Tuvalu - Vanuatu |

| Regiones - Abruzos - Basilicata - Liguria - Trentino-Alto Adigio - Valle de Aosta | Organizaciones Internacionales - Comunidad del Caribe - CERN - ONU - Foro de las Islas del Pacífico - Unión Europea | Organizaciones no gubernamentales - Amity University - Associazone Mondiale degli Agronomi - Caritas Internationalis - Red Don Bosco - Fundación Triulza - Kip - International School - Lions Clubs International - Save the Children - Veneranda Fabbrica del Duomo - Wem - WWF | Empresas - Alessandro Rosso - Joomoo - Alitalia Etihad - Birra Moretti - Álgida - China Corporate United - Coca Cola - Corriere della Sera - Distretti Cioccolato - Eataly - Eat’s - Enel - Federalimentare - Cibus è Italia - Franciacorta - Illycaffè - Intesa Sanpaolo - Ferrero - Lindt - McDonald's - New Holland - OVS - Perugina - Technogym - TIM - USA – Food Truck Nation - China Vanke |